# БТС-4
БТС-4 — радянський броньований тягач. Розроблений на базі середнього танка Т-44М у 5-му Проєктно-технологічному бюро. Призначений для евакуації аварійних танків із поля бою із зони дії вогню супротивника.

## Історія створення
Розробкою займалося 5 Проєктно-технологічне бюро (наразі 482 Конструкторсько-технологічний центр бронетанкової техніки у Києві). Тягач розроблено 1965 року. На озброєння прийнято наказом Міністерства оборони СРСР від 11 листопада 1967 року.

## Опис конструкції

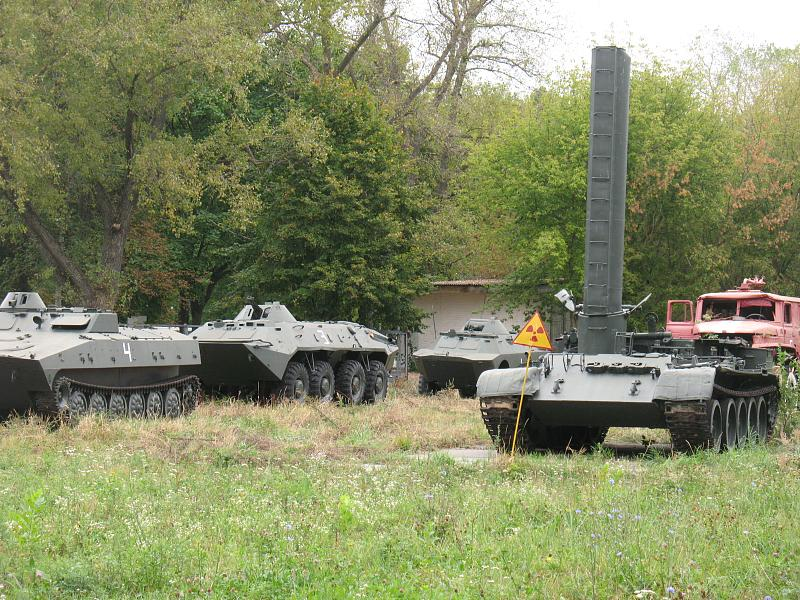
БТС-4 серед техніки залишеної після ліквідації наслідків Чорнобильської катастрофи

### Броньовий корпус та башта
У носовій частині корпусу розміщено відділення управління, в якому знаходиться екіпаж, що складається із двох осіб. У середній частині розташована вантажна платформа та тягова лебідка. Довжина троса лебідки 200 метрів, а тягове зусилля складає 30 тонн.
У кормовій частині корпусу є відкидний сошник. Попереду платформи з лівого боку встановлений розбірний кран-стріла.

### Озброєння
До комплекту постачання входив ручний кулемет Калашникова (РПК), боєкомплект якого складав 1000 набоїв. Також як особиста зброя екіпажу використовувалися два автомати Калашникова АК.

## Модифікації
- БТС-4А — модифікація БТС-4 на шасі середнього танка Т-54.
- БТС-4В — модифікація БТС-4 на шасі ракетного танка ВТ-1.
- БТС-4Г — модифікація БТС-4 на шасі середнього танка Т-55.
- БТС-4АМ (БТС-4М) — модифікація БТС-4 на шасі середнього танка Т-55А.
- БТС-4Д (БТС-4АД) — модернізація БТС-4 за результатами бойових дій в Афганістані.

У жовтні 2021 року Львівський бронетанковий завод виготовив для Збройних сил України кілька модернізованих БТС-4 (на які були встановлені ведучі колеса та гусеничні стрічки від танка Т-80)..

## Оператори
- Білорусь
- Куба
- Росія
- Уганда — 2 БТС-4 поставлені Україною у 1995 році[5]
- Україна

### Невизнані республіки та утворення
- Нагірно-Карабаська Республіка[6]

### Колишні оператори
- СРСР

## Бойове застосування
- Війна в Афганістані (1979—1989)[7]
- Перша російсько-чеченська війна[8]
- Російсько-українська війна (з 2014) (під час російського вторгнення в Україну українські військові захопили один російський тягач БТС-4А[9])